# 悲傷時相愛
《悲傷時相愛》（韓語：슬플 때 사랑한다），為韓國MBC於2019年2月23日起播出的週末特別計劃連續劇，由《工作媽媽，育兒爸爸》的崔怡燮、《壞爸爸》劉範尚導演與《女人的秘密》的宋貞林作家合作打造。此劇講述被追趕的女人與追趕的男人，和隱藏的男人，三人之間發生一段激烈愛情的故事。台灣OTT平台LiTV 線上影視同步播出。

## 演員陣容

### 主要人物
| 演員                  | 角色   | 介紹 |
| 智鉉寓                | 徐正元 | 能治癒他人傷痛、讓人信任的完美男人。出生於醫生世家，並以第一名的成績畢業於醫科大學，成為了國內最優秀的外科醫生，也從未失去謙遜。然而看似完美無缺的他的人生，卻有很深的傷痕。對他來說，妻子河京就是唯一的愛。但是，他與河京的婚姻生活卻很不幸。他想讓她回心轉意，與她重新開始，因此在結婚紀念日準備了美麗的禮物見她。但是那天，因河京的交通事故而留下了他無法實現的計劃。                                                                                       |
| 朴韓星 整容前：朴荷娜 | 禹河京 | 正元的妻子。大學一年級時，她偶然遇到了站在海羅旁邊的正元，並自然地與他結婚。但婚後她對正元並不滿意，認為純潔的愛情讓人鬱悶。之後，她最終投入了像飛蛾一樣危險的愛情。 |
| 朴韓星 整容前：朴荷娜 | 尹瑪莉 | 仁旭的妻子。有著一雙明亮無害的眼睛和像是從未犯過錯般高潔真摯的姿態，讓人們誤解了她。但在純潔的外貌隱藏著高亢的夢想和堅定的意志，仁旭一眼就看出她是與自己媽媽相似寶石般的女人。在仁旭不懈追求下，把自己敞開的心誤認為愛情，以爲仁旭是上帝對她的恩賜，就這樣決心抓住了他的手。在人生中，仁旭是她的第一個男人。但命運般的愛情和灰姑娘的成功故事並不現實，她因不能忍受他的控制而逃走。她悲慘的遭遇令正元不忍，故協助她整容成正元愛人河京的樣貌，自此過著新的人生。 |
| 柳秀榮                | 姜仁旭 | 建河建設社長，哈佛MBA出身，再加上幹練的風度，充滿領袖氣質的經營能力，這樣的他是財閥未婚女性最嚮往的男人。如果說擁有完美條件的他，在人生中只有一次意外的選擇，那就是與瑪莉結婚，瑪莉是他賭上人生也想擁有的女人。但他每次從不斷逃跑的瑪莉身上都感到絕望和憤怒，他想把瑪莉留在身邊，瑪莉卻不願像被關在籠子裏的鳥一樣。在此情況下，他繼承了他所厭惡的父親的暴躁性格。為了尋找消失的瑪莉，他像野獸一樣翻遍了世界。                                                  |
| 王嬪娜                | 周海羅 | 畫廊副館長。兒時父母因飛機失事死亡後，她在與父母關係很好的正元一家照顧下長大。她能夠實現美術家的夢想，也多虧了正元家。海羅深愛著總是為自己加油打氣的正元。她人生中最糟糕的失誤是讓正元和美術大學同學河京相遇。現在她在正元的醫院大樓裏經營着一家畫廊。在河京出事後，正元請她代為管理河京的畫廊。就這樣，她的人生也第一次迎來了機會，能一次擁有正元的愛與河京畫廊的機會。                                                                                       |

### 正元周邊人物
| 演員   | 角色   | 介紹 |
| 文熙景 | 林妍花 | 正元的媽媽，前醫生。如今，她退休在家種花，照顧著河京。五年多的時間，看着精心照顧河京的正元，心裏卻不是滋味。她爲兒子的辛勞感到難過的同時，她卻不能積極勸阻，原因是她知道正元對河京愛得太深。 |

### 徐&河整形外科
| 演員   | 角色   | 介紹                                                                                                 |
| 黃正仁 | 朴娜妍 | 護士，雖然改名爲娜妍，但醫院裏的人還是叫她老套的舊名鳳淑。                                           |
| 朴尚申 | 金奉宇 | 整形外科麻醉醫生，在正元旁邊工作是一種光榮和幸福。他暗戀娜妍，也暗暗地表現他的內心，但娜妍卻不接受。 |

### 瑪莉周邊人物
| 演員   | 角色   | 介紹 |
| 金藝玲 | 李慶熙 | 瑪莉的媽媽。在瑪麗小時候，不幸地與深愛她的丈夫訣別。在獨自養大瑪莉的過程中，她只思念著丈夫。因爲懦弱，她沉迷酗酒，結果在年輕時患上了酒精性癡呆症，總是感到鬱悶和孤獨。但是對瑪麗來說，她是獨一無二的媽媽。 |
| 金允珠 | 崔宇善 | 瑪莉的朋友，開辦美術學院。雖然沒有才華，但全心地投入藝術當中。雖然不具備美術才能，但性格好、眼光高，與美術界前後輩關係深厚，深受畫廊職員的歡迎。她是瑪莉最親密的朋友，她知道瑪莉生活的一切，給她很多幫助。 |

### 仁旭周邊人物
| 演員   | 角色   | 介紹 |
| 鄭元鍾 | 姜一國 | 建河集團董事長，仁旭的爸爸。不滿意的話先出去是拳頭，在瑪莉鼓起勇氣使他的惡行傳遍全世界的瞬間，他不但沒有悔過，反而試圖殺掉瑪莉。                                                           |
| 國正淑 | 文惠淑 | 一國的妻子。她原是一國的祕書，以同居女人的身份生活。後來，她在一國的妻子死後與他結婚。雖然被一國毆打，但爲了兒子的未來，她還是咬緊牙關過日子。                                             |
| 安政勳 | 姜仁尚 | 比仁旭年輕二十歲的同父異母弟弟，在只有1%韓國模範生能考上的國際高中就讀。因暴力的家庭環境使他經常表情僵硬、很少說話。雖然生於人們景仰的財閥家，但對此極度討厭。唯一可依靠的家人是嫂子瑪莉。 |
| 姜成旭 | 金秘書 | 仁旭的心腹，既是個人祕書又是司機。他絕對服從仁旭，哪怕是違法的事也不在乎。 |
| 高佑麗 | 吳哲英 | 仁旭僱來的警衛。因家庭原因辭去刑警職務後，協助挖掘瑪莉和正元的祕密。 |

### 特別出演
| 演員   | 角色   | 介紹 |
| 高周元 | 河成浩 | 正元的朋友兼競爭對手。他是正元的醫科大學同期，在擁有完美才能、家庭和外貌的正元面前感到一絲的自卑。 雖然和正元一起擔任整形外科的院長，但是與正元不同，他毫不猶豫地進行了不必要的整容、贊助藝人、攻擊性和非良心的宣傳營銷。他出生在一個並不富裕的家庭，成長艱難、學習刻苦，雖然走到了現在的位置，但他始終對不能戰勝擁有一切的正元感到自卑。儘管如此，他與正元是下班後唯一可以一起喝酒緩解壓力的好朋友。 |

## 收視率
| 集數       | 播出日期   | AGB收視率        | AGB收視率      | TNmS收視率       |
| 集數       | 播出日期   | 大韓民國（全國） | 首爾（首都圈） | 大韓民國（全國） |
| ---------- | ---------- | ---------------- | -------------- | ---------------- |
| 1          | 2019/02/23 | 9.7%             | 8.9%           | 11.0%            |
| 2          | 2019/02/23 | 10.5%            | 9.8%           | 12.3%            |
| 3          | 2019/02/23 | 9.7%             | 9.7%           | 10.5%            |
| 4          | 2019/02/23 | 9.9%             | 9.8%           | 10.6%            |
| 5          | 2019/03/02 | 11.1%            | 10.4%          | 10.9%            |
| 6          | 2019/03/02 | 13.0%            | 12.2%          | 12.7%            |
| 7          | 2019/03/02 | 10.3%            | 9.5%           | 10.4%            |
| 8          | 2019/03/02 | 10.9%            | 9.9%           | 11.1%            |
| 9          | 2019/03/09 | 12.0%            | 11.2%          | 11.1%            |
| 10         | 2019/03/09 | 13.0%            | 11.9%          | 11.9%            |
| 11         | 2019/03/09 | 11.4%            | 10.6%          | 10.0%            |
| 12         | 2019/03/09 | 11.5%            | 10.8%          | 10.3%            |
| 13         | 2019/03/16 | 10.5%            | 9.5%           | 10.0%            |
| 14         | 2019/03/16 | 11.3%            | 10.3%          | 11.2%            |
| 15         | 2019/03/16 | 9.4%             | 9.0%           | 8.9%             |
| 16         | 2019/03/16 | 9.6%             | 9.1%           | 9.1%             |
| 17         | 2019/03/23 | 9.9%             | 9.5%           | 9.7%             |
| 18         | 2019/03/23 | 10.9%            | 10.7%          | 10.5%            |
| 19         | 2019/03/23 | 9.1%             | 9.1%           | 8.5%             |
| 20         | 2019/03/23 | 9.6%             | 9.2%           | 8.8%             |
| 21         | 2019/03/30 | 8.8%             | 8.0%           | 9.0%             |
| 22         | 2019/03/30 | 10.4%            | 9.7%           | 10.4%            |
| 23         | 2019/03/30 | 8.1%             | 7.6%           | 8.5%             |
| 24         | 2019/03/30 | 8.2%             | 7.7%           | 9.0%             |
| 25         | 2019/04/06 | 8.0%             | 7.6%           | 7.8%             |
| 26         | 2019/04/06 | 9.7%             | 9.0%           | 9.9%             |
| 27         | 2019/04/06 | 8.2%             | 8.0%           | 8.3%             |
| 28         | 2019/04/06 | 8.5%             | 8.3%           | 8.4%             |
| 29         | 2019/04/13 | 7.5%             | 6.8%           |                  |
| 30         | 2019/04/13 | 9.0%             | 8.3%           |                  |
| 31         | 2019/04/13 | 7.8%             | 7.0%           |                  |
| 32         | 2019/04/13 | 7.8%             | 7.1%           |                  |
| 33         | 2019/04/20 | 6.6%             |                | 8.2%             |
| 34         | 2019/04/20 | 9.0%             | 8.6%           | 10.3%            |
| 35         | 2019/04/20 | 7.9%             | 7.0%           | 8.7%             |
| 36         | 2019/04/20 | 8.6%             | 7.7%           | 8.7%             |
| 37         | 2019/04/27 | 9.3%             | 9.3%           | 9.4%             |
| 38         | 2019/04/27 | 10.7%            | 10.2%          | 11.2%            |
| 39         | 2019/04/27 | 10.1%            | 9.3%           | 10.6%            |
| 40         | 2019/04/27 | 10.8%            | 10.3%          | 11.4%            |
| 平均收視率 | 平均收視率 | 9.71%            | －             | －               |

- 收視最低的集數以藍色表示，收視最高的集數以紅色表示，而空格則表示該集的收視沒有相關數據。

## 同時段作品

### 同時段競爭作品
- SBS 金土連續劇：《熱血祭司》、《綠豆花》
- tvN 週末連續劇：《羅曼史是別冊附錄》、《自白》
- OCN 週末經典連續劇：《圈套》、《Kill It》

### 同一劇集時段作品
- KBS2 週末連續劇：《我唯一的守護者》、《我世上最漂亮的女兒》
- JTBC 金土連續劇：《Legal High》、《美麗的世界》

## 獲獎列表
| 年度   | 頒獎典禮    | 獎項                            | 獲獎者 |
| 2019年 | MBC演技大獎 | 日日及週末劇部門 男子優秀演技獎 | 柳秀榮 |

## 記事
- 此劇的製作公司DK E&M於2017年11月與日本TBS電視台洽談購入1999年首播的《美麗的人》之翻拍權，並於其後正式購入改編成此劇。然則，該公司於2018年9月指當時即將劇終的SBS週末特別計劃劇《如果是她的話》涉嫌剽竊《美麗的人》的劇情。當中，「女主人公爲了生存而進行整容手術，拒絕手術的醫生因無法忍受女主人公的哭泣而同意」與「醫生利用與自己有特殊關係的人一樣的面孔對女主人公進行整容手術」的橋段在該劇中出現。DK E&M在當時指，他們正準備法律程序以確保《美麗的人》在韓的著作權能得到保障。[5]
- 韓國女演員朴韓星受勝利夜店事件影響，因證實曾與劉仁碩、尹總警、崔鍾訓一同球聚，而讓原先支持的愛好者們感到失望，紛紛向製作單位提出刪除她所飾演的角色內容[6]。

## 外部連結
- 韓國MBC官方網站
- 韓國MBC官方網站（中文）
- Daum上《悲傷時相愛》的資料
- NAVER上《悲傷時相愛》的資料

| MBC 週末特別計劃劇                           | MBC 週末特別計劃劇                          | MBC 週末特別計劃劇 |
| -------------------------------------------- | ------------------------------------------- | ------------------ |
|                                              | 悲傷時相愛 （2019年2月23日－2019年4月27日） |                    |
| 與神的約定 （2018年11月24日－2019年2月16日） | 異夢 （2019年5月4日－2019年7月13日）        |                    |

| 新加坡、 马来西亚、 印度尼西亞、 Oh!K 星期一 19:50 - 22:25（UTC+08:00；四集连播） | 新加坡、 马来西亚、 印度尼西亞、 Oh!K 星期一 19:50 - 22:25（UTC+08:00；四集连播） | 新加坡、 马来西亚、 印度尼西亞、 Oh!K 星期一 19:50 - 22:25（UTC+08:00；四集连播） |
| --------------------------------------------------------------------------------- | --------------------------------------------------------------------------------- | --------------------------------------------------------------------------------- |
|                                                                                   | 在悲伤时爱你 （2019年6月24日－2019年8月26日）                                     |                                                                                   |
| 捉迷藏 （2019年4月1日－2019年6月17日）                                            | 我的愛情治癒記 （2019年9月2日－2020年1月20日）                                    |                                                                                   |

| 臺灣 EYE TV 戲劇台 星期一至五 05:00 - 06:00   | 臺灣 EYE TV 戲劇台 星期一至五 05:00 - 06:00  | 臺灣 EYE TV 戲劇台 星期一至五 05:00 - 06:00 |
| --------------------------------------------- | -------------------------------------------- | ------------------------------------------- |
|                                               | 悲傷時愛你 （2021年11月5日－2021年12月29日） |                                             |
| 有瑕疵的人們 （2021年9月20日－2021年11月4日） | 檢法男女2 （2021年12月30日－2022年2月22日）  |                                             |